# Millettia japonica
Millettia japonica är en ärtväxtart som först beskrevs av Philipp Franz von Siebold och Joseph Gerhard Zuccarini, och fick sitt nu gällande namn av Asa Gray. Millettia japonica ingår i släktet Millettia och familjen ärtväxter. Inga underarter finns listade i Catalogue of Life.

## Bildgalleri

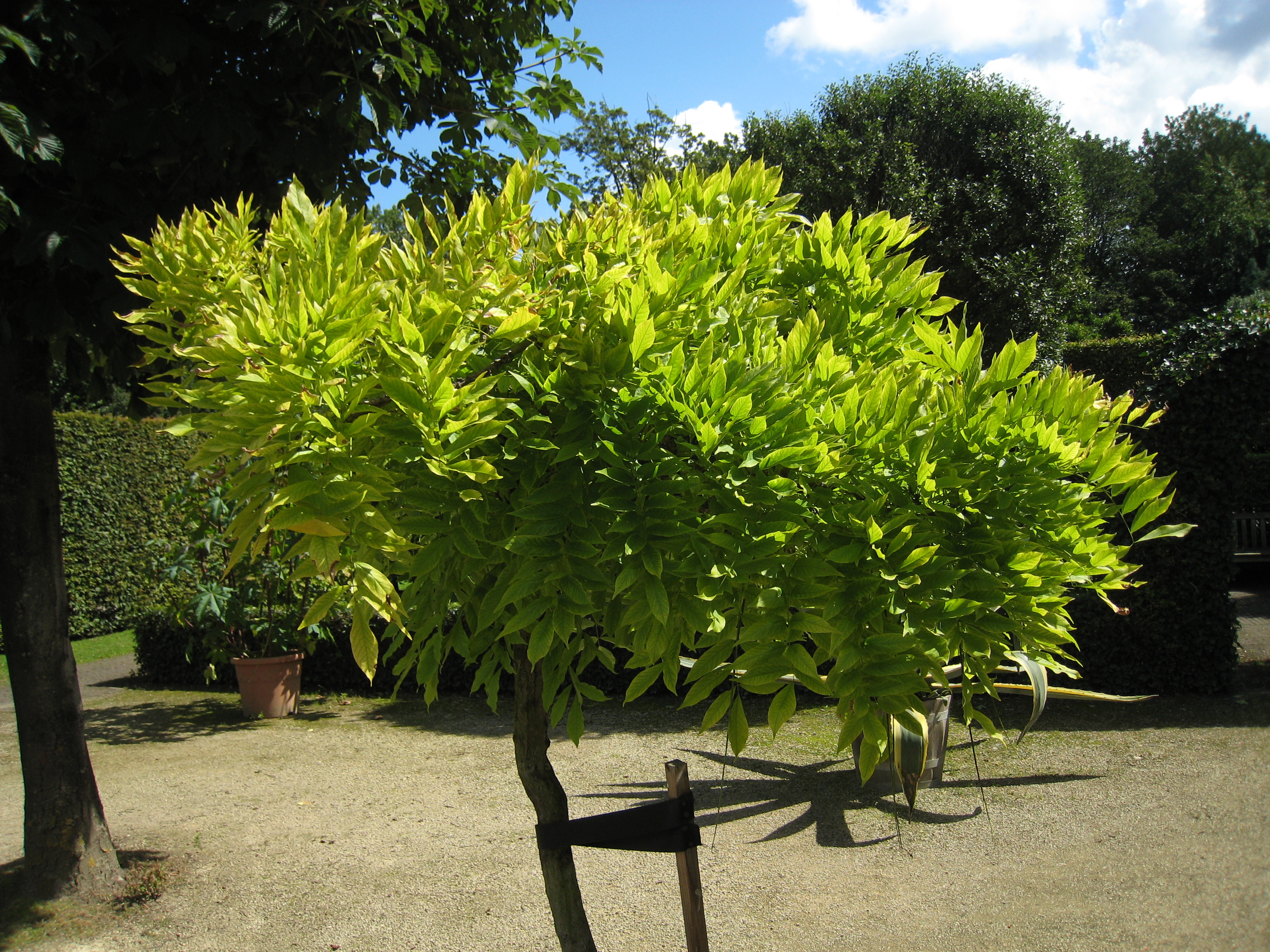